# Mount Royal (New South Wales)
Der Mount Royal liegt am südlichen Ende der Mount Royal Range in der Barrington Tops Region im östlichen Australien. Er ist ein Teil des UNESCO-Welterbes der Gondwana-Regenwälder Australiens.
Der untere Teil des Berges besteht aus Sedimentgestein. Ab einer Höhe von 1100 Metern über dem Meeresspiegel bedeckt ihn ein Rest von Basalt, der durch den Ausfluss den nahe gelegenen Barrington Volcano entstand. Der Mount Royal liegt teilweise im Mount-Royal-Nationalpark und Barrington-Tops-Nationalpark. Er entstand im späten Paläozän.

## Flora
Der hoch gelegene subtropische Regenwald wächst auf roterbrauner Erde ohne Südbuchen, obwohl offensichtlich ideale Bedingungen für sie vorliegen. Ihren Platz im oberen Baumkronendach nehmen die Golden Sassafras (Doryphora sassafras) ein. Der hoch gelegene und schmale Regenwald weist hängendes Moos auf und er ist häufig vom Nebel eingenommen.
Der Berggipfel ist von einem Dickicht eines niedrigen Regenwaldes bedeckt, der sich aus Hill Water Gum (Tristaniopis collina) zusammensetzt. Weitere bemerkenswerte Pflanzen auf dem Berg sind New England Blackbutt (Eucalyptus campanulata), Chainfruit (Alyxia ruscifolia), Prickly Ash (Orites excelsus), Grasbäume (Xanthorrhoea glauca) und Mountain Walnut (Cryptocarya foveolata). Ein weiteres interessantes Merkmal des Mount Royal sind die sogenannten grassy balds, die von einem gemäßigten Regenwald umgeben sind. Es wird vermutet, dass das Feuer, das bei Blitzeinschlägen entsteht, der Grund für ihr Entstehen ist.
Die niedrig liegenden östlichen Hänge des Mount Royal unterstützen einen gut entwickelten subtropischen Regenwald. Bedeutende Arten sind die Australian Red Cedar, Citronella moorei, Rosewood (Dysoxylum fraserianum) und der Giant Stinging Tree.

## Fauna
Eine bemerkenswerte Vogel- und Tierwelt wird im Berggebiet vorgefunden. Keilschwanzadler, Östliches Graues Riesenkänguru und Tigerotter sind verbreitet. Einige der seltenen Tierarten sind Rostdickichtvogel, Prachtparadiesvogel, Langschwanz-Fruchttaube, Parmawallaby, Rauschuppen-Buschviper, Stuttering Frog (Mixophyes balbus), Booroolong Frog (Litoria booroolongensis) und der Davies’ Tree Frog. Die ausgestorben geglaubte Hastings River Mouse wurde hier in den 1980er Jahren wiederentdeckt.

## Fotos

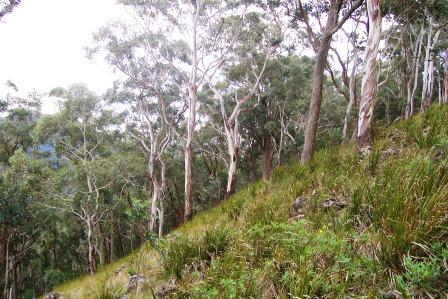
Mount Royal – Eukalypten-Wald
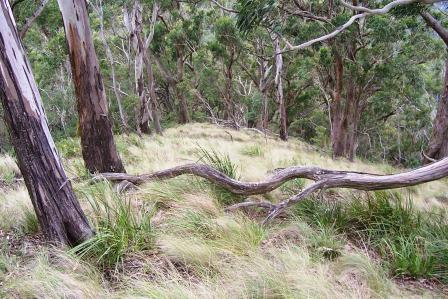
Mount Royal – Eucalypten-Wald
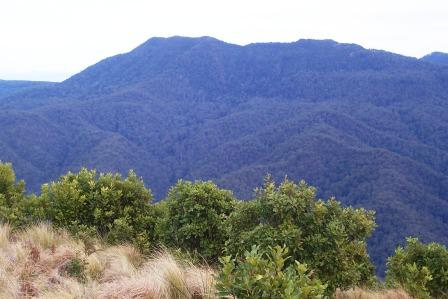
Mount Royal, aufgenommen vom Mount Cabrebald
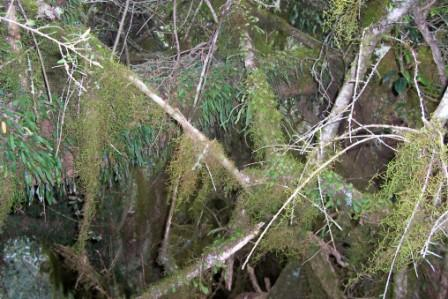
Regenwald, Moose und Farne
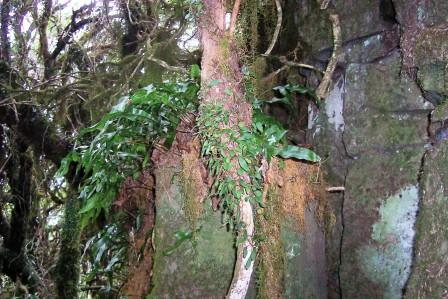
Regenwald, Basalt und Farne
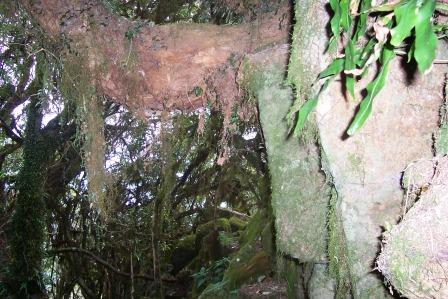
Regenwald, Basalt, Farne und Moose
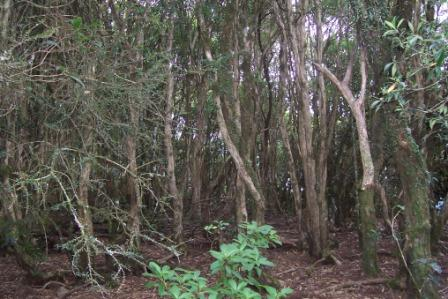
Regenwald aus Hill water gum auf dem Berggipfel
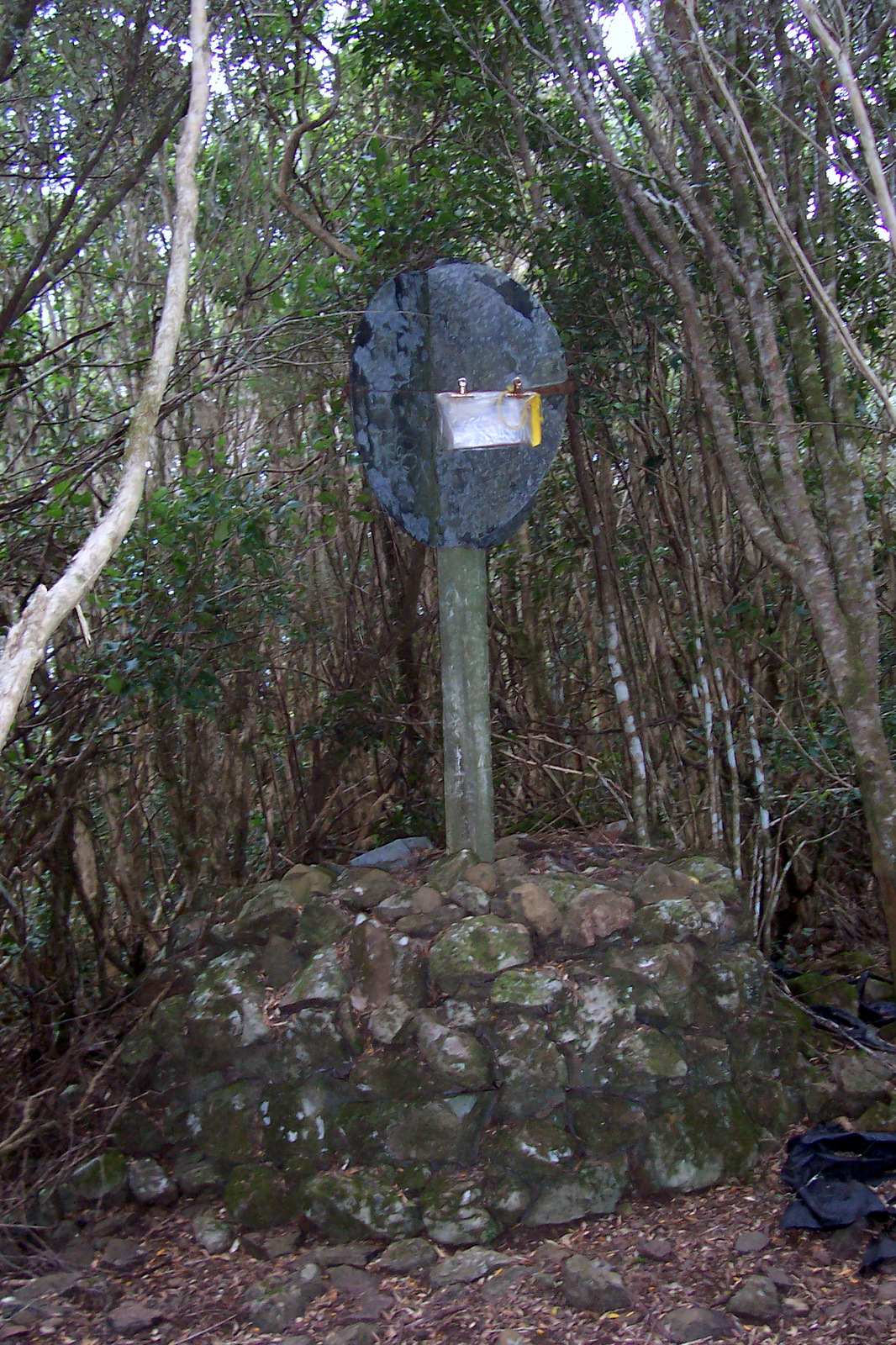
Gipfel